# Howard Green
Pour les articles homonymes, voir Green.
(en) Statistiques sur pro-football-reference
Howard Green Jr (né le 12 janvier 1979 à Donaldsonville) est un joueur américain de football américain.

## Carrière

### Universitaire
Green fait ses études à l'université d'État de Louisiane et joue pour l'équipe des LSU Tigers. Il s'inscrit lors de la saison 2001 au draft de la NFL de 2002.

### Professionnel
Howard Green est sélectionné lors du draft au sixième tour, au 190e choix par les Texans de Houston. Il ne fait que la pré-saison avec la franchise qui le libère avant le début de la saison. Il signe avec les Ravens de Baltimore peu de temps après et n'entre qu'au cours d'un seul match avec les Ravens. Il revient à Houston où il ne joue pas. Avant le début de la saison 2003, il s'engage avec les Saints de la Nouvelle-Orléans avec qui il fait quatre matchs en 2003 ; il devient titulaire avec la franchise en 2004 en jouant quatorze matchs (dont douze comme titulaire), provoquant un fumble. Après cette saison, il est libéré et se retrouve agent libre. Il ne joue pas pendant trois saisons : en 2005, il n'est sollicité par aucune équipe ; en 2006, il joue avec les Dolphins de Miami lors du camp d'entrainement mais n'est pas gardé parmi l'équipe active ni l'équipe d'entrainement. En 2007, il signe avec les Vikings du Minnesota mais là aussi il ne reste que le temps de la pré-saison.
Après cette période de disette, il signe avec les Seahawks de Seattle qui l'intègrent à l'équipe active lors de la saison 2007, jouant cinq matchs lors de cette saison. En 2008, il joue treize matchs, effectue un sack et provoque un fumble. Après ces deux saisons, il est libéré par Seattle et signe pour une saison avec les Jets de New York où il joue douze matchs durant la saison 2009. Son contrat ayant expiré, il signe avec les Redskins de Washington durant la pré-saison mais n'est pas gardé pour la saison 2010. Il revient chez les Jets où il joue deux matchs avant d'être une nouvelle fois remercié. Il signe avec les Packers de Green Bay et joue neuf matchs trois comme titulaire, effectuant un sack et remportant son premier titre professionnel, celui du Super Bowl XLV.